# Andrea Demirović
Andrea Demirović (Podgorica, Crna Gora, 16. lipnja 1985.) crnogorska je pjevačica i studentica Cetinjske glazbene akademije.
Uspjeh je započela dobrim plasmanom na festivalu Sunčane Skale 2002. Imala je znatne uspjehe na regionalnim festivalima, uključujući  i srpsko-crnogorski i crnogorski finale izbora za predstavnika na Pjesmi Eurovizije. 
2006. je izdala prvi album koji se zvao Andrea. Drugi album je izdala 2007. S prvim singlom "The Queen of the Night" je pokušala ići na Euroviziju, ali nije uspjela. 2010. će glumiti u filmu Podgorica, volim te.

## Eurovizija 2009.
23. siječnja je odlučeno da će predstavljati Crnu Goru na Euroviziji 2009. u Moskvi. Pjevala je pjesmu Just Get Out of My Life i nastupala prva u polufinalu. Zauzela je 11. mjesto, te se nije se uspjela plasirati u finale.